# Museo de Civilizaciones Negras
El Museo de Civilizaciones Negras es un museo estatal ubicado en Dakar, Senegal, e inaugurado el 6 de diciembre de 2018.
Dirigido por Hamady Bocoum, arqueólogo e investigador de la Universidad Cheikh-Anta-Diop, el museo fue diseñado con el objetivo de destacar «la contribución de África al patrimonio cultural y científico [mundial]». Según el Sr. Bocoum, se trata, en particular, de recordar que «la metalurgia del hierro fue descubierta en África 2.500 años antes de Jesucristo».
Es uno de los «museos ultramodernos» enumerados por Felwine Sarr y Bénédicte Savoy en su Informe sobre la restitución del patrimonio cultural africano, presentado al presidente de Francia en noviembre de 2018.

## Historia
Su creación fue ideada por Léopold Sédar Senghor al final del primer Festival Mundial de las Artes Negras en 1966. El proyecto se profundizó en la década de 1970, pero no se concretó. Su construcción fue anunciada en 2009 por el presidente senegalés Abdoulaye Wade, quien colocó la primera piedra el 20 de diciembre de 2011, en presencia del embajador chino en Senegal. Debido a la alternancia política, las obras en el edificio no comenzaron realmente hasta diciembre de 2013 y se completaron en diciembre de 2015.
El proyecto tiene éxito posteriormente gracias a la financiación de China, por una suma de 20 000 millones de franco CFA. Esta financiación se «recuerda varias veces en el exterior y en el edificio». Sin embargo, el director Hamady Bocoum advirtió que «los chinos no tendrán ninguna influencia en nuestro proyecto». La construcción estuvo a cargo de la empresa china Shanghai Construction Group. Las llaves del edificio se entregaron el 26 de enero de 2016 en presencia del ministro de Cultura y Comunicación, Mbagnick Ndiaye, y del viceministro de Comercio de China, Qian Keming.
La inauguración del museo tuvo lugar el 6 de diciembre de 2018. La cinta fue cortada por el presidente Macky Sall, en presencia del presidente de las Comoras Azali Assoumani y del ministro de Cultura de China, Luo Shugang.

## Edificio
El museo consta de un edificio circular inspirado en las chozas de impluvium de Casamanza. Cubre un área de 13 785 m2 en 4 niveles. Además de las salas de exposiciones, incluye una sala de conferencias, un auditorio con 150 asientos, locales administrativos, un taller de diseño de exposiciones, un espacio polivalente y salas de almacenamiento.

## Ubicación
Se encuentra cerca del centro de Dakar, cerca del puerto y de los ferrocarriles, un poco alejado de Dakar-Plateau.

## Colecciones
El número de piezas que se conservan ronda las 18 000, no se trata de un museo antiguo, las obras contemporáneas también forman parte de este conjunto. Así, la escultura gigante de un baobab, realizada por el artista haitiano Edouard Duval-Carrié, da la bienvenida a los visitantes. El director, Hamady Bocoum, considera que el museo no debe limitarse solo a objetos africanos, sino también estar abierto a otras culturas. El director forjó alianzas con diversas instituciones museísticas europeas para compensar la ausencia de determinadas piezas muy simbólicas, como el sable de El Hadj Umar Tall, caudillo del siglo XVIII y miembro de la hermandad musulmana de Tijaniyyah, devuelto por Los Inválidos y destinado a ser devuelto a Senegal.

Selección de objetos.
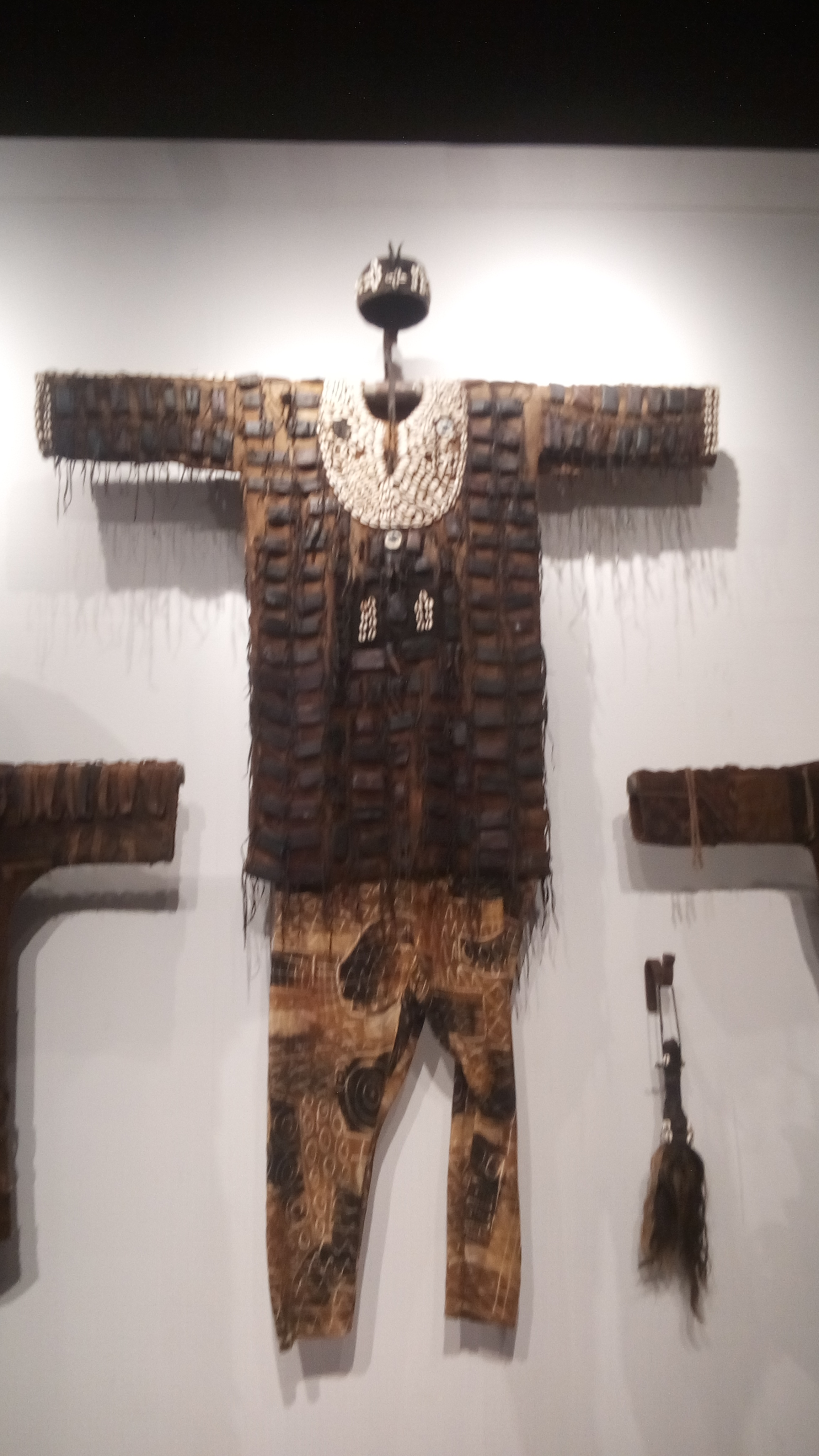
Traje de cazador de dogón.
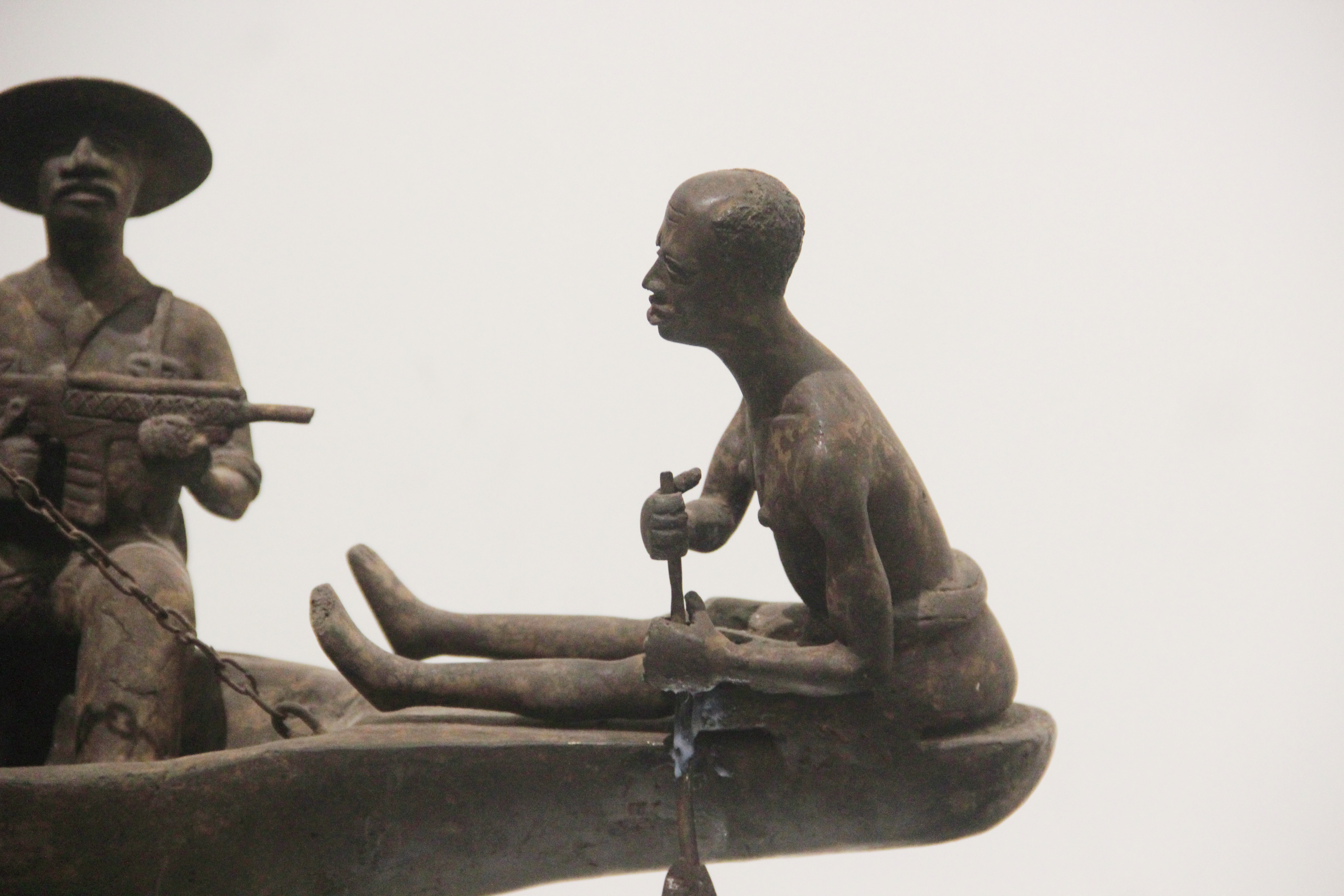
Exilio de Ovǫnramwęn Nǫgbaisi (detalle).
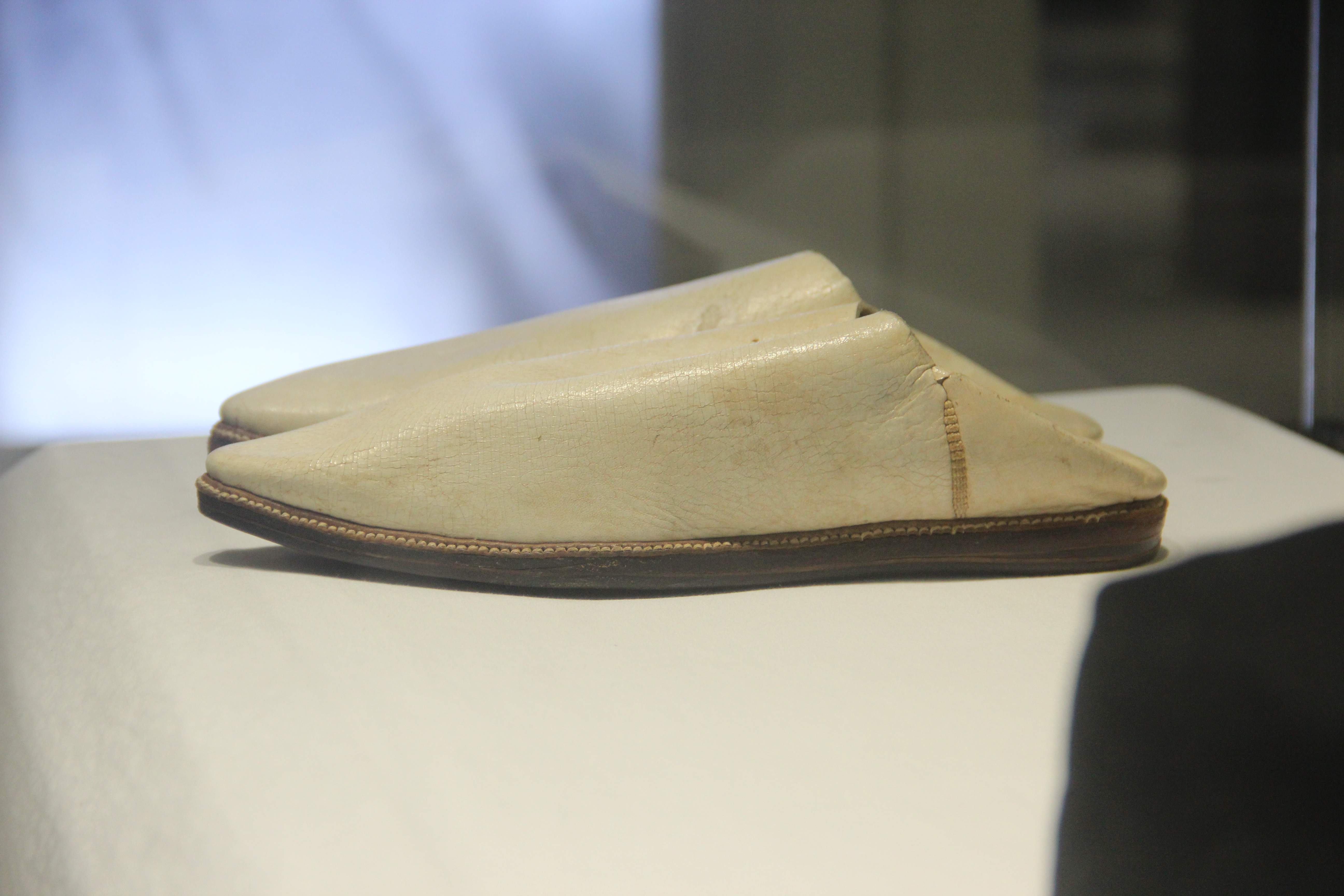
Babuchas de Serigne Babacar Sy.